# Williams FW46
De Williams FW46 is een Formule 1-auto die gebruikt werd door het Formule 1-team van Williams in het seizoen 2024. De auto is de opvolger van de Williams FW45. De FW46 rijdt met een motor van Mercedes en werd in New York onthuld op 5 februari 2024.
De FW46 wordt bestuurd door Logan Sargeant en Alexander Albon in respectievelijk hun tweede en derde seizoen voor het team. Vanaf de Grand Prix van Italië werd Logan Sargeant vervangen door Franco Colapinto.

## Resultaten
| Kleur   | Resultaat                       |
| ------- | ------------------------------- |
| Goud    | Winnaar                         |
| Zilver  | Tweede plaats                   |
| Brons   | Derde plaats                    |
| Groen   | Gefinisht (punten behaald)      |
| Blauw   | Gefinisht (geen punten behaald) |
| Blauw   | Niet geklasseerd (NC)           |
| Paars   | Uitgevallen (DNF)               |
| Rood    | Niet gekwalificeerd (DNQ)       |
| Zwart   | Gediskwalificeerd (DSQ)         |
| Wit     | Niet gestart (DNS)              |
| Blanco  | Gewond (INJ)                    |
| Blanco  | Uitgesloten (EX)                |
| Blanco  | Teruggetrokken (WD)             |
| Blanco  | Niet deelgenomen                |
| 1, 2, 3 | Sprint positie (punten behaald) |
| P       | Poleposition                    |
| S       | Snelste ronde                   |

| Jaar | Chassis en banden | Motor                            | Coureurs         | 1   | 2   | 3   | 4   | 5   | 6   | 7   | 8   | 9   | 10  | 11  | 12  | 13  | 14  | 15  | 16  | 17  | 18  | 19  | 20  | 21  | 22  | 23  | 24  | Punten | WK-plaats |
| ---- | ----------------- | -------------------------------- | ---------------- | --- | --- | --- | --- | --- | --- | --- | --- | --- | --- | --- | --- | --- | --- | --- | --- | --- | --- | --- | --- | --- | --- | --- | --- | ------ | --------- |
| 2024 | FW46 P            | Mercedes F1 M15 E Performance V6 |                  | BHR | SAR | AUS | JPN | CHN | MIA | EMI | MON | CAN | SPA | OOS | GBR | HON | BEL | NED | ITA | AZE | SIN | VST | MXS | SAP | LSV | QAT | ABU | 17     | 9         |
| 2024 | FW46 P            | Mercedes F1 M15 E Performance V6 | Logan Sargeant   | 20  | 14  | WD  | 17  | 17  | DNF | 17  | 15  | DNF | 20  | 19  | 11  | 17  | 17  | 16  |     |     |     |     |     |     |     |     |     | 17     | 9         |
| 2024 | FW46 P            | Mercedes F1 M15 E Performance V6 | Alexander Albon  | 15  | 11  | 11  | DNF | 12  | 18  | DNF | 9   | DNF | 18  | 15  | 9   | 14  | 12  | 14  | 9   | 7   | DNF | 16  | DNF | DNS | DNF | 15  | 11  | 17     | 9         |
| 2024 | FW46 P            | Mercedes F1 M15 E Performance V6 | Franco Colapinto |     |     |     |     |     |     |     |     |     |     |     |     |     |     |     | 12  | 8   | 11  | 10  | 12  | DNF | 14  | DNF | DNF | 17     | 9         |